# Yukiko Ueno

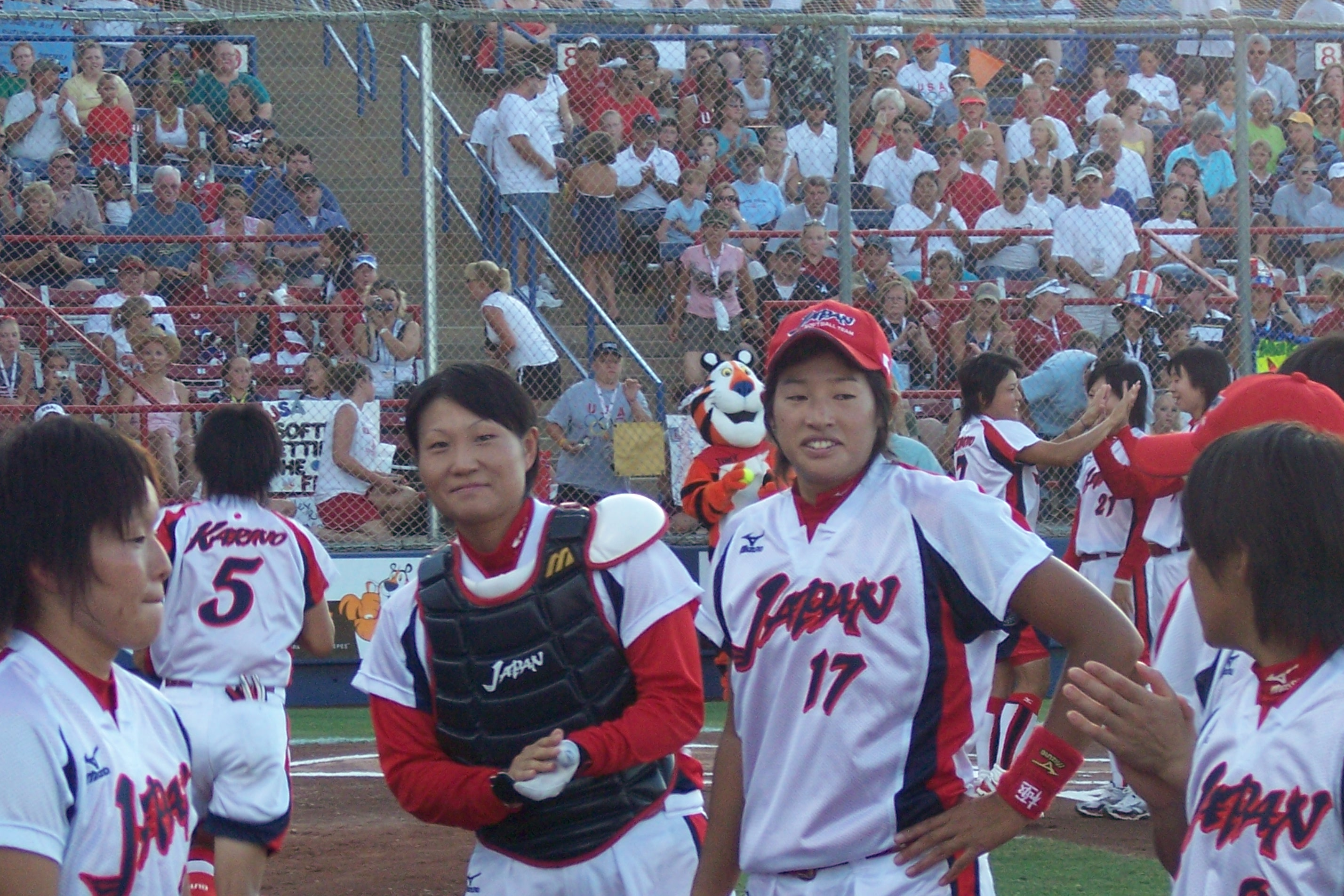
Catcherin Emi Inui und Yukiko Ueno bei der Weltmeisterschaft 2006

Yukiko Ueno (japanisch 上野由岐子, * 22. Juli 1982 in Fukuoka) ist eine japanische Softballspielerin, die zweimal Olympiasiegerin und zweimal Weltmeisterin war.

## Sportliche Karriere
Yukiko Ueno begann im Alter von 10 Jahren mit dem Softball. 1999 debütierte die Pitcherin in der japanischen Nationalmannschaft. Seit 2001 spielt sie für Bic Camera Takasaki. Ihren ersten großen internationalen Titel gewann sie bei den Asienspielen 2002 in Busan. Bei den Olympischen Spielen 2004 in Athen belegten die Japanerinnen den dritten Platz hinter den Teams aus den Vereinigten Staaten und aus Australien.
Nachdem die Japanerinnen bei der Weltmeisterschaft 2006 Silber hinter dem Team aus den Vereinigten Staaten gewannen, bezwangen sie bei den Olympischen Spielen 2008 in Peking die Amerikanerinnen. Da Softball nach den Olympischen Spielen 2008 vom olympischen Programm gestrichen wurde, fanden die Weltmeisterschaften ab 2010 im zweijährigen Rhythmus statt, wobei Yukiko Ueno 2010 nicht dabei war. Von 2010 bis 2018 standen sich im Finale um den Weltmeistertitel jeweils die Teams aus Japan und den Vereinigten Staaten gegenüber, die Japanerinnen siegten 2012 und 2014.
Bei den im Sommer 2021 ausgetragenen Olympischen Spielen in Tokio war Softball wieder im olympischen Programm. Mit Yukiyo Mine, Yukiko Ueno und Eri Yamada standen noch drei Olympiasiegerinnen von 2008 im japanischen Aufgebot. Erneut trafen im Finale die Japanerinnen auf die Damen aus den Vereinigten Staaten. Nachdem das US-Team in der Vorrunde mit 2:1 gewonnen hatte, siegten im Finale die Japanerinnen mit 2:0.

## Erfolge

### Olympische Spiele
- 2004: Bronze
- 2008: Gold
- 2020: Gold

### Weltmeisterschaften
- 2006: Silber
- 2012: Gold
- 2014: Gold
- 2016: Silber
- 2018: Silber

### Asienspiele
- 2002: Gold
- 2006: Gold
- 2010: Gold
- 2014: Gold
- 2018: Gold
- 2022: Gold